# Moss FK
Moss FK is een Noorse voetbalclub uit de stad Moss in de provincie Østfold. De club werd in 1906 opgericht en heeft geel en zwart als kleuren.

## Geschiedenis
In totaal speelde Moss twintig seizoenen in de hoogste klasse met een landstitel in 1987 als hoogtepunt. In 2002 degradeerde de club naar de tweede klasse en kon nog niet terugkeren. Wel kwam de club dichtbij in 2005 toen een barrage tegen Molde FK werd verloren. In het seizoen 2010 eindigde de club op de voorlaatste plaats en degradeerde naar het derde niveau, de 2. divisjon.

## Erelijst
- Landskampioen

1987
- Beker van Noorwegen

Winnaar: 1983
Finalist: 1981

## Kampioensteam
- 1987 — Nils Espen Eriksen, Rune Tangen, Einar Jan Aas, Jan Kristian Fjærestad, Gunnar Gislasson, Gjermund Haugeneset, Erland Johnsen, Geir Henæs, Per Morten Haugen, Carsten Bachke, Ole Johnny Henriksen en Johnny Melbye. Trainer-coach: Nils Arne Eggen.

## Moss in Europa
#R = #ronde, T/U = Thuis/Uit, W = Wedstrijd, PUC = punten UEFA coëfficiënten .
Uitslagen vanuit gezichtspunt Moss FK
| Seizoen | Competitie   | Ronde | Land                                    | Club              | Totaalscore | 1e W    | 2e W    | PUC |
| ------- | ------------ | ----- | --------------------------------------- | ----------------- | ----------- | ------- | ------- | --- |
| 1980/81 | UEFA Cup     | 1R    | Vlag van Duitse Democratische Republiek | 1. FC Magdeburg   | 3-5         | 1-2 (U) | 2-3 (T) | 0.0 |
| 1984/85 | Europacup II | 1R    | Vlag van Duitsland                      | FC Bayern München | 2-6         | 1-4 (U) | 1-2 (T) | 0.0 |
| 1988/89 | Europacup I  | 1R    | Vlag van Spanje                         | Real Madrid CF    | 0-4         | 0-3 (U) | 0-1 (T) | 0.0 |

Zie ook:
- Deelnemers UEFA-toernooien Noorwegen
- Ranglijst van alle clubs die in de diverse Europa Cups zijn uitgekomen

## Records
- Grootste thuisoverwinning: 7-0 tegen Steinkjer FK, 17 juni 1978
- Grootste uitoverwinning: 6-0 tegen Skeid Oslo, 9 mei 1999
- Grootste uitnederlaag: 1-6 tegen FK Bodø/Glimt, 2 augustus 2000
- Grootste thuisnederlaag: 0-8 tegen Molde FK, 21 april 1996
- Hoogste opkomst: 10,085 tegen Fredrikstad FK, 26 oktober 2003

## Bekende (oud-)spelers

### Internationals
De navolgende spelers kwamen als speler van Moss FK uit voor een vertegenwoordigend A-elftal. Tot op heden is Svein Grøndalen degene met de meeste interlands achter zijn naam. Hij kwam als speler van Moss FK in totaal 27 keer uit voor het Noorse nationale elftal.
| Naam              | Van        | Tot        | Totaal | Nationaal elftal |
| ----------------- | ---------- | ---------- | ------ | ---------------- |
| Einar Aas         | 30.06.1977 | 29.10.1986 | 24     | Noorwegen        |
| Trygve Aasen      | 19.09.1926 | 26.06.1927 | 4      | Noorwegen        |
| Håkon Askerød     | 03.11.1935 | 03.11.1935 | 1      | Noorwegen        |
| Torkild Andersen  | 19.09.1937 | 03.09.1939 | 5      | Noorwegen        |
| Carsten Bachke    | 12.08.1987 | 28.07.1988 | 6      | Noorwegen        |
| Hans Deunk        | 13.11.1982 | 13.11.1982 | 1      | Noorwegen        |
| Nils Eriksen      | 02.06.1939 | 22.10.1939 | 6      | Noorwegen        |
| Jan Fjærestad     | 12.08.1987 | 28.07.1988 | 8      | Noorwegen        |
| Svein Grøndalen   | 29.04.1981 | 26.09.1984 | 27     | Noorwegen        |
| Gunnar Gíslason   | 26.02.1987 | 19.10.1988 | 14     | IJsland          |
| Geir Henæs        | 16.05.1979 | 09.08.1979 | 3      | Noorwegen        |
| Ole Henriksen     | 26.05.1977 | 12.08.1981 | 6      | Noorwegen        |
| Glenn Holm        | 26.04.1988 | 26.04.1988 | 1      | Noorwegen        |
| Erland Johnsen    | 06.05.1987 | 28.07.1988 | 7      | Noorwegen        |
| Stein Kollshaugen | 26.10.1979 | 31.07.1984 | 18     | Noorwegen        |
| Arvid Lindberg    | 15.06.1924 | 29.05.1927 | 7      | Noorwegen        |
| Trygve Løken      | 15.06.1927 | 15.06.1927 | 1      | Noorwegen        |
| John Olsen        | 04.07.1954 | 04.07.1954 | 1      | Noorwegen        |
| Thomas Pereira    | 18.01.1997 | 25.01.1997 | 2      | Noorwegen        |
| Rune Tangen       | 26.04.1988 | 07.02.1990 | 3      | Noorwegen        |
| Kurt Tunheim      | 26.09.1979 | 26.09.1979 | 1      | Noorwegen        |
| Walter Wallenborg | 21.06.1931 | 23.09.1934 | 2      | Noorwegen        |
| Jarkko Wiss       | 31.01.2000 | 03.06.2000 | 8      | Finland          |

## Trainer-coaches
- Nils Arne Eggen (1986-1987)
- Mike Speight (1991-1994)
- Per-Mathias Høgmo (1995-1996)
- Knut Torbjørn Eggen (1997-2001)
- Ole Martin Nesselquist (2016-2018)
- Marijo Jovic (2019-2020)
- Shaun Constable (2021 - 2021)
- Thomas Myhre (2021-heden)